# Ornithuroscincus nototaenia
Ornithuroscincus nototaenia — вид сцинкоподібних ящірок родини сцинкових (Scincidae). Ендемік Нової Гвінеї.

## Поширення і екологія
Ornithuroscincus nototaenia мешкають в басейнах річок Отаква і Лоренц у Західній Новій Гвінеї та в басейні річки Палмер в Західній провінції Папуа Нової Гвінеї. Вони живуть у вологих рівнинних тропічних лісах, на висоті до 1000 м над рівнем моря.